# スラバヤ動物園
スラバヤ動物園（英語: Surabaya Zoo、インドネシア語: Kebun Binatang Surabaya、略称：KBS）は、インドネシア・東ジャワ州スラバヤにある動物園であり、東南アジア最大規模の動物園である。

## 概要
スラバヤ動物園はオランダ領東インド時代の1916年に「Soerabaiasche Planten-en Dierentuin（スラバヤ動植物園）」として設立された。これは動物収集家のジャーナリストH.F.K.Kommerが資金援助を得て、自身の収集した動物を基として設立されたものであった。
当初スラバヤ動植物園はKaliondoに建設されたが、1917年に一旦Groedoに移転した後、鉄道会社が駅近くに動物園をつくるメリットを考慮して動物園を招致、1920年にスラバヤのダルモ（Darmo）地区へと移転することになった。
スラバヤ動植物園は開館当初から入場料を取って運営していたが、運営コストの高さから1921年7月22日にはスラバヤ動植物園は閉鎖の危機に追い込まれる。しかし一旦は会合で閉鎖が決定したものの、スラバヤ市政府が閉鎖を認めなかったためその後も存続することとなった。
1923年5月11日に動物園協会が設立されるとスラバヤ動物園の園長が協会の会長を務めることとなり、これ以降市政府の助けを借りながらスラバヤ動物園は徐々に規模を拡大していった。1927年7月3日には鉄道会社により土地32,000m3が動物園の用地として使用されることになった。1940年代には植物園の敷地面積85,000m2も動物園として使用されることとなり、現在は敷地面積が15ha（150,000m2）にまで拡大している。
開園当初は珍しい動物の収集という側面が強かったが、次第に動物保護や教育、研究といった多方面の観点から動物が飼育されるようになった。現在も年を経るごとに動物の種類は増え続けており、国内だけでなく国外の動物も動物園で飼育されている。現在は動物園内に315種類の動物2,806頭が飼育されている。

### 死の動物園
スラバヤ動物園では数年間で数百頭の動物が死に、「死の動物園」と呼ばれ悪評を買っている。20年にわたる経営陣の対立で、動物の飼育がおろそかにされているのが原因とされ、2008年には362匹、2009年には327匹の動物が死んだとされている。その中には、絶滅の危機にある希少なスマトラトラや、同じく希少種であるボルネオオランウータンなども含まれ、2013年には、15歳のボルネオオランウータンの「ベティ」が1週間にわたって集中治療を受けていたものの呼吸困難で死亡し、その2週間ほど前にも、12歳のボルネオオランウータンの「ナニック」が腸腫瘍と肝機能障害で死んでいる。
2014年1月7日の朝には、１歳半のオスのライオン「マイケル」が檻の中でワイヤーで首を吊って死んでいるのが発見されている。2010年1月にも、コモドドラゴンの赤ちゃん13匹が過密状態のうえ、日の当たらない檻で飼育されていたために死に、ビーチボール大のプラスチックを食べたキリンが死ぬなど、劣悪な飼育環境や管理体制に問題があると批判されている。
この動物園では長い間、たばこを吸うオランウータン「トーリ」を呼び物にしており、来場者が火の付いたタバコを展示スペースに投げ入れることを容認するなど、動物を飼育することよりも、飲食物を販売するなど儲け主義に走っているとされ、動物園の維持費として、インドネシア政府から年間数十億ルピアが支給しているにもかかわらず、20年も檻を新しくしていないなど、動物虐待の疑い、管理体制の問題、劣悪な飼育環境などから、複数の動物愛護団体から動物園の閉鎖を求められている。

## 開園時間・入場料
- 開園時間
  - 7:00〜17:00（UTC+7）
- 入場料
  - 12歳以下 - 4,000ルピア
  - 12歳以上 - 5,000ルピア
  - 団体割引（30名以上） - 20〜25%

## ギャラリー

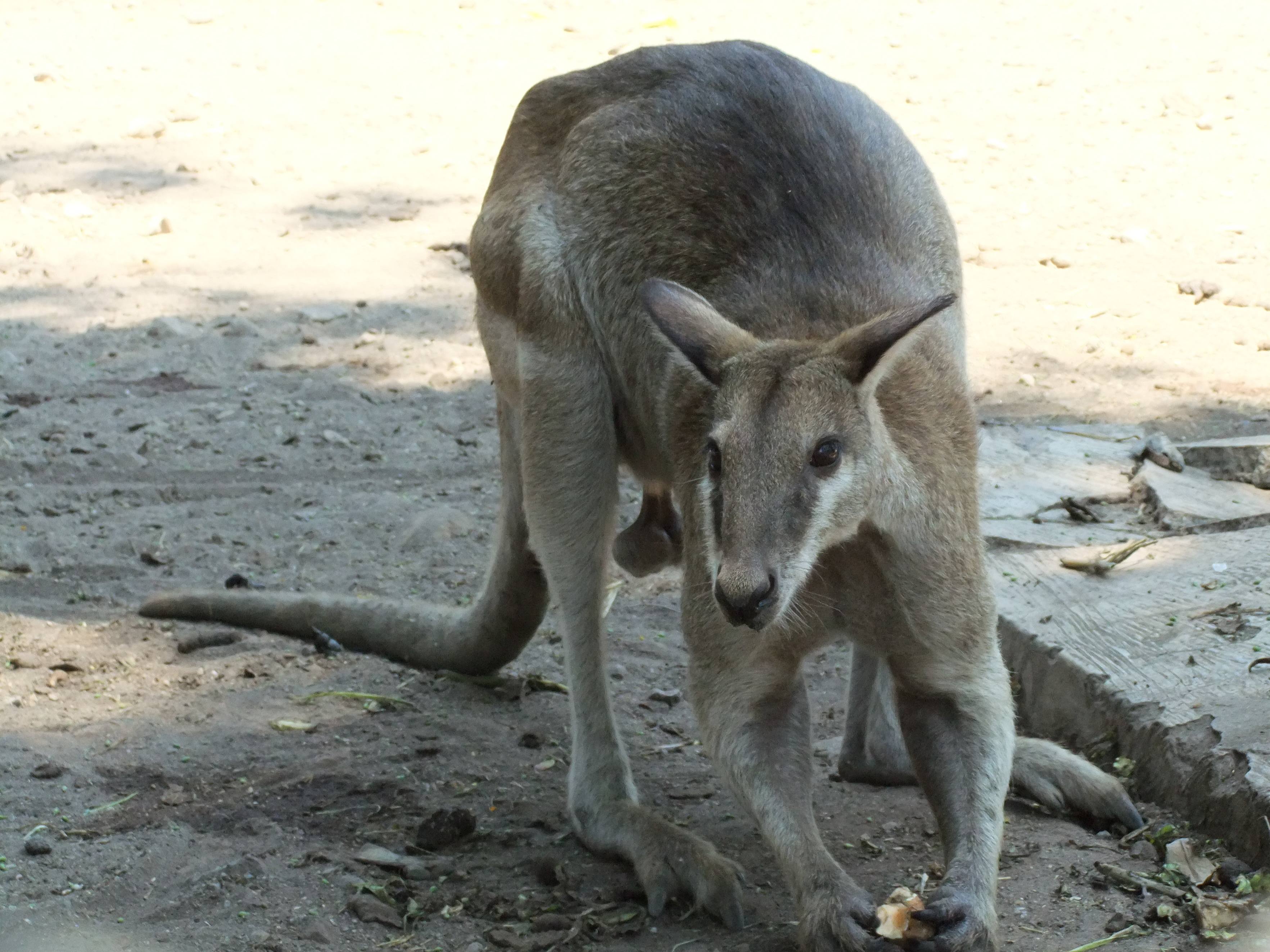
ワラビー
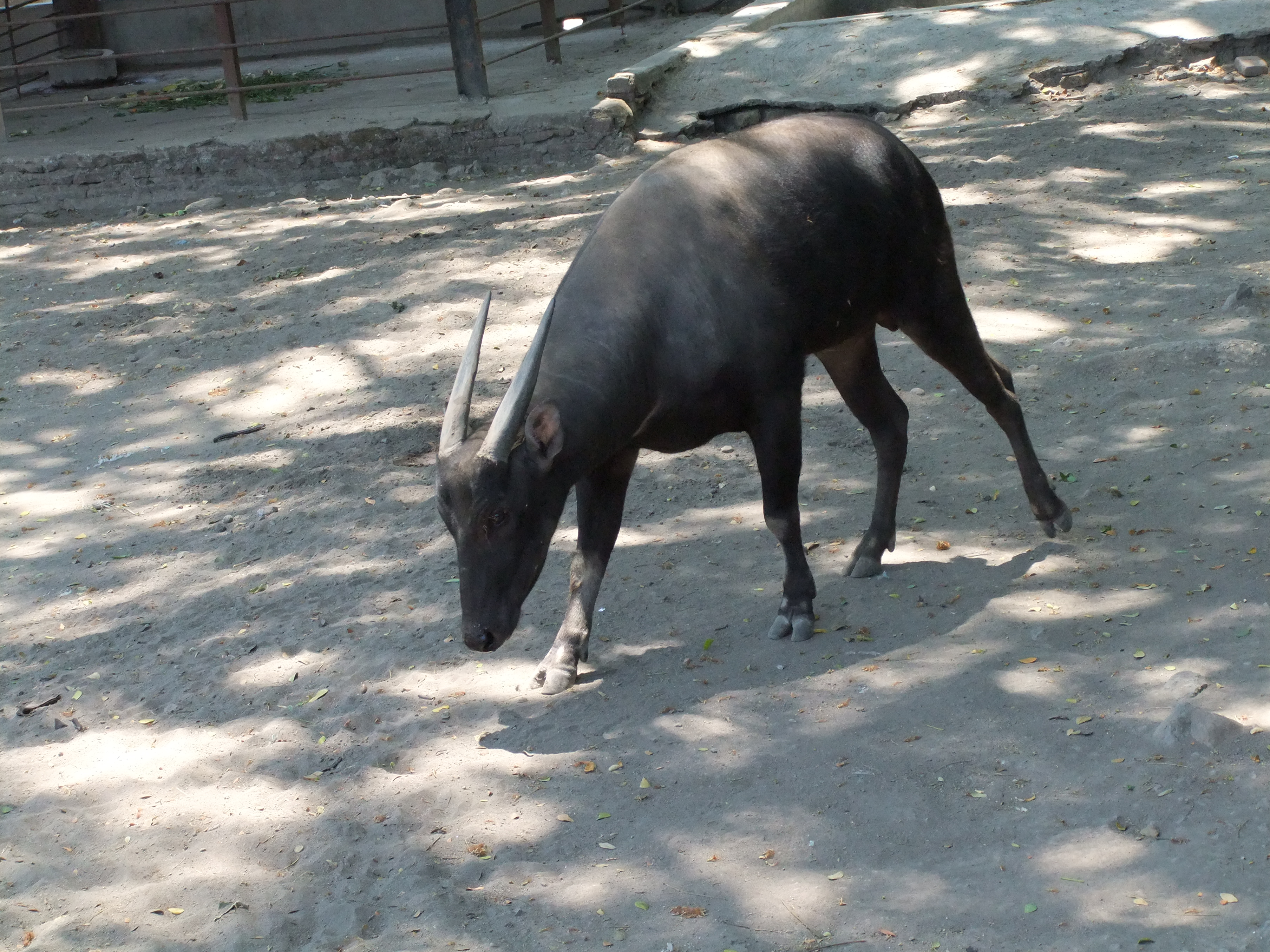
アノア
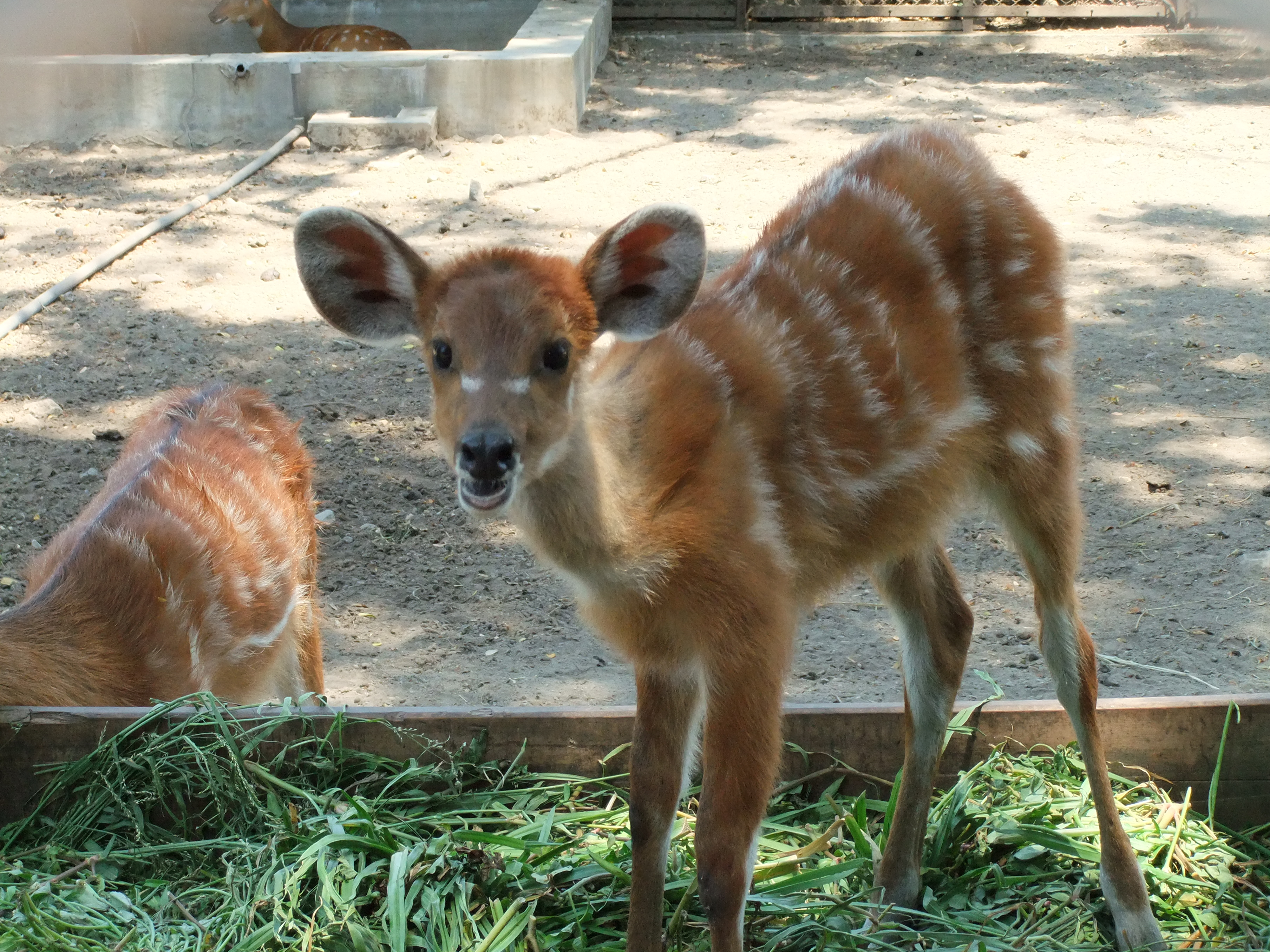
シタツンガ
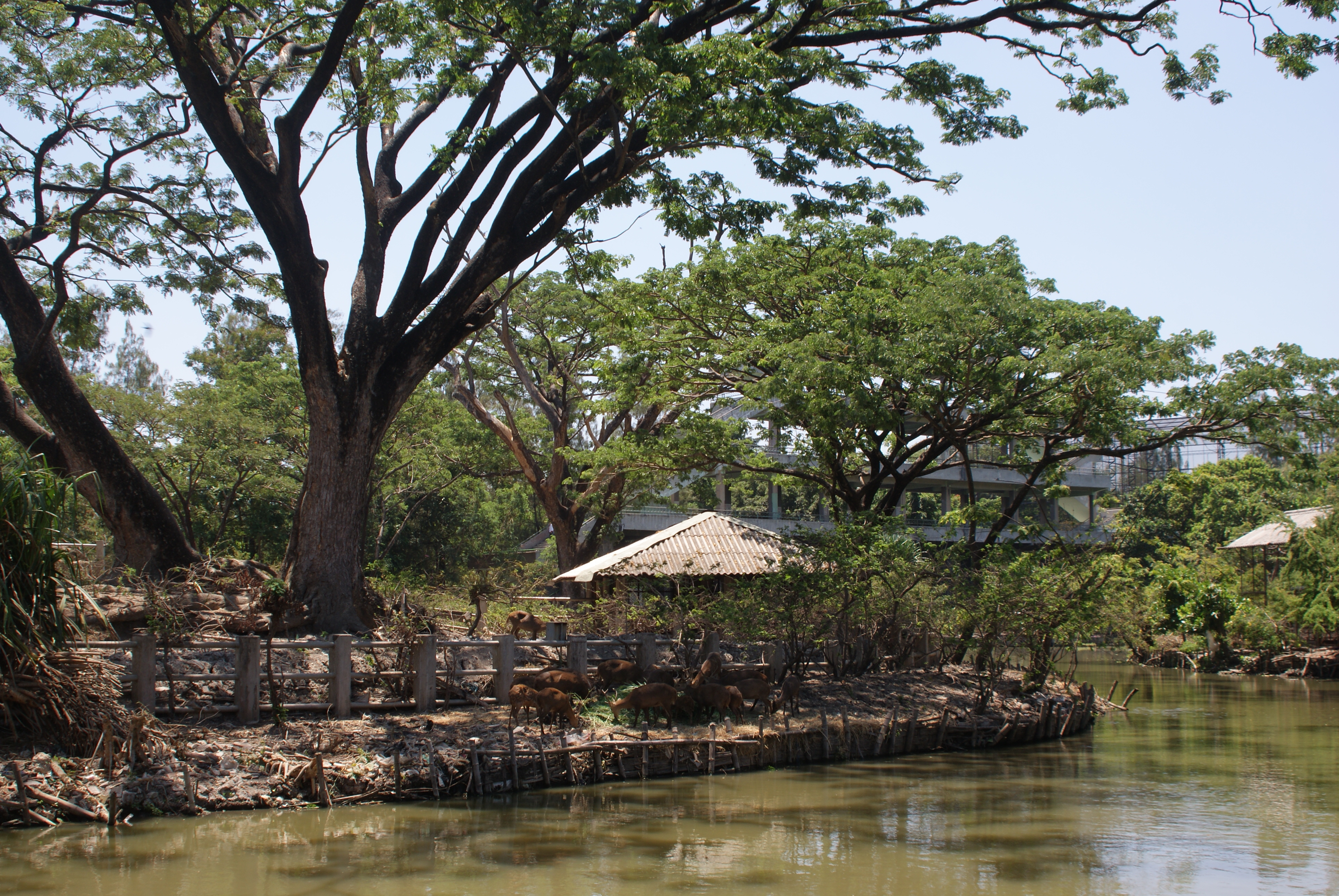
動物園内の池
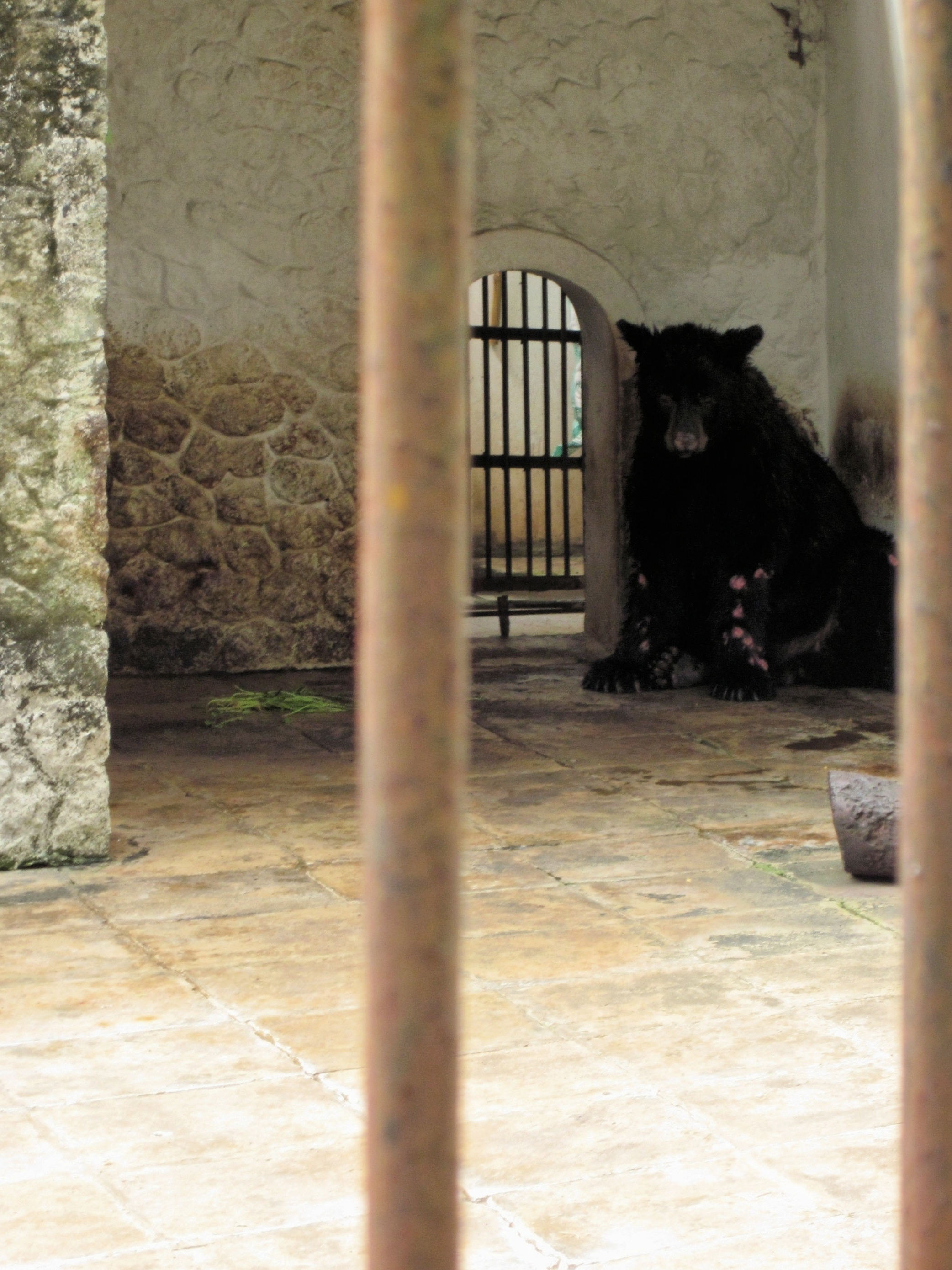
クマの飼育小屋